# 로버트 멀둔
로버트 데이비드 멀둔 경(영어: Sir Robert David Muldoon, GCMG, CH, 1921년 9월 25일~1992년 8월 5일)은 뉴질랜드의 31대 뉴질랜드의 총리(1975~1984)이다.
오클랜드에서 태어났으며,  제2차 세계 대전에 종군하였다. 전쟁이 끝나자, 영국에서 회계학을 공부하였다. 귀국 후에는 오클랜드 회계사의 공동 경영자가 되었다가, 1960년 국회에 선출되었다. 1967년부터 3년동안 재무장관을 지내다가, 1972년에는 부총리가 되었다. 1974년 국민당의 당수가 되었으며, 1975년에 실시된 총선에서 노동당을 꺾고 총리에 취임하였다. 그의 국민당은 1978년과 1981년에도 압승하여, 멀둔은 총리 자리를 지키게 된다. 1984년 총선에서 노동당이 승리하여, 7월 26일에 총리직에서 물러났다. 같은 해에 세인트마이클앤드세인트조지 훈장 1등급(GCMG)을 받았다.
1992년 8월 5일 70세의 나이로 사망하였다.

## 어린 시절
오클랜드에서 중하층 부모에게 태어난 멀둔의 가장 강력한 형성적 영향은 자신의 지독한 지능인 헌신적 사회주의자인 의지가 굳은 조모 제루샤였다. 멀둔이 전혀 그녀의 신조를 받아들이지 않았어도 그는 그녀의 영향 아래 강력한 야망, 정치에서 소모적인 관심과 뉴질랜드의 복지 국가를 위한 변치 않는 존중을 개발하였다. 또한 자신의 10대 시절에 멀둔은 자신의 부친이 그의 마음이 부패하면서 기관에 헌신한 것에 관한 굴욕을 당했다.  몇년 후에 멀둔은 제1차 세계 대전 베테랑인 자신의 부친이 매독에 감염된 것을 발견하였다.

## 초기 경력

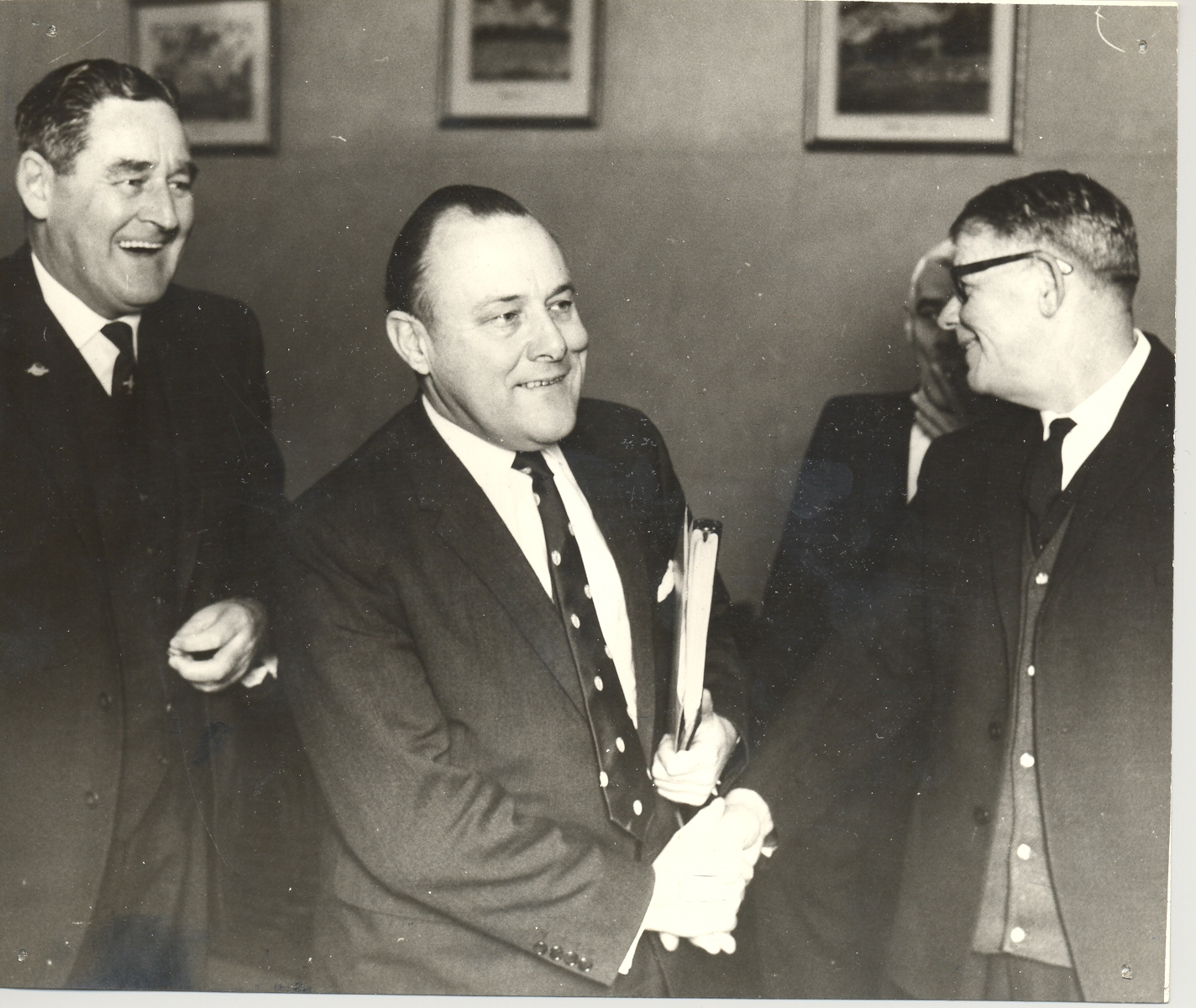
재무장관 시절의 멀둔 (중앙)

제2차 세계 대전 당시 해군에서 정보관을 지낸 멀둔은 회계사로서 자신의 훈련을 완료하였으며 전쟁이 끝난 후 귀국했을 때 그는 국가의 첫 자격을 갖춘 원가 회계사였다. 1947년 3월 그는 보수적 국민당의 청년 당파 주니어 국민당의 새롭게 창립된 지부에 가입하였다.  그는 빠르게 당에서 활동적이 되어 키스 홀리오크 정부를 권력에 데려온 파동에 1960년 타마키를 위하여 국회의원으로 선출되기 전에 1954년과 1957년 확고한 재직자에 대한 국회를 위하여 2개의 희생양 입찰을 만들었다. 그는 논쟁의 재능과 자신의 평의원 작업에 대한 근면을 보였으며 1963년 재무장관에 차관으로 만들어졌다.  이 직위를 보유한 동안 그는 뉴질랜드에게 십진수 통화의 성공적인 소개에 대한 책임이 있었다.  1967년 전임 재무장관 해리 레이크가 사망했을 때 멀둔은 그를 대체하는 데 자연적이자 단 하나의 선택이었으며 45세의 나이에 그는 1890년대 이래 최연소 재무장관이었다. 하지만 홀리오크가 멀둔이 너무 거만하고 자신의 이익을 위한 야먕적이었던 것을 믿었기 때문에 그는 재무장관의 일반적인 세번째 자리가 주어지지 않았으나 정부의 정면석에 최하위 위치에 여덟번째에 놓였다.
멀둔은 자신이 낙태와 사형이 둘다 잘못되었던 것을 의미한 것을 믿은 인간의 삶의 신성을 믿었다. 그는 사형제 폐지를 위하여 야당과 함께 투표하기 위하여 바닥을 넘었다.  
국회 의원으로서 자신의 초기 세월부터 멀둔은 자신의 지지자였던 자들 중에 마저 자신의 일생을 통하여 자신과 함께 남아있는 데 별명인 "돼지"로 알려지게 되었다.
멀둔은 급속히 숙고적인 국가의 프로필을 설립하였고 많은 역사가들은 1969년 총선에서 국민당의 놀라운 승리를 위하여 홀리오크 총리 혹은 그의 대리인 잭 마셜의 이미지보다 그의 이미지를 신용하였다. 그는 그의 이전 상사가 부족한 새로운 텔레비전 매체를 위해 솜씨를 발휘하였다.  (그는 아직도 뉴질랜드의 여론 조작의 가장 교묘한 수행자들 중의 하나로 숙고되었다.)  홀리오크가 1971년에 물러났을 때 멀둔은 최고의 직업을 위하여 마셜을 도전하였고 그는 간신히 패하였으나 만장일치로 부지도자로 선출되어 따라서 부총리가 되었다.

## 야당 지도자
마셜이 특히 자신의 부총리에 비교된 그의 주요 스타일에 대한 암시인 "남자 대 남자, 가장 강한 팀"의 슬로건에 1972년 총선을 싸웠다. 당은 심하게 패하여 정부에서 12년간 대장정을 끝냈다. 그 후에 멀둔은 마셜을 물러나게 하였다.  많은 당의 간부회의의 일원들은 마셜이 강력한 노동당 총리 노먼 커크를 맡을 임무에 달려있지 않았다. 반면에 멀둔은 기회를 즐겼으나 1974년 8월 커크의 갑작스런 사망까지 짧은 시간 동안 만이었다.  1975년 총선에서 멀둔은 커크의 부진한 후임자 빌 롤링을 압도하여 32 대 55의 노동당 대다수를 55 대 32의 국민당 대다수로 뒤집었다.  그의 강연은 "뉴질랜드 당신이 원하는 대로"를 제공하여 낡은 19세기 연금 구조를 대체하는 데 관대한 국가 연금 제도를 약속하였다.

## 총리 재임

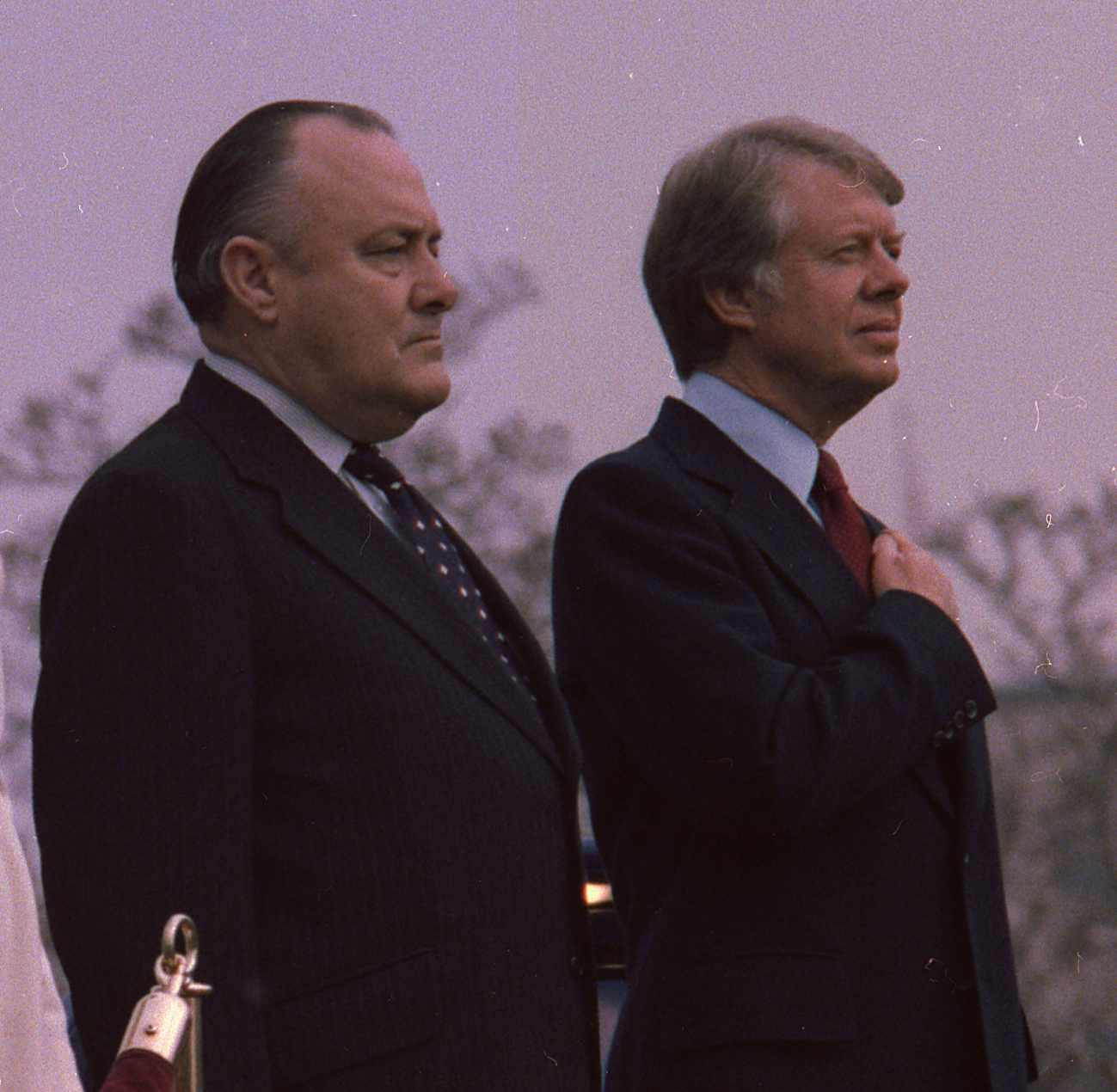
1977년 미국 방문 중 카터 대통령과 함께

총리가 되었을 때 멀둔은 전통을 깨고 재무장관으로 남아있던 것은 물론 자신에 막대한 권력을 집중하였다. "멀둔의 세월"은 변화하는 세상 앞에서 1935년으로 거슬러 올라가는 뉴질랜드의 "요람에서 무덤까지" 복지 국가를 유지하는 데 멀둔의 완고하고 자력이 있고 독재적인 시도들에 의하여 표시되었다.  국가의 경제는 1973년 에너지 위기의 여파, 영국의 유럽 경제 공동체에 가입에 뉴질랜드의 가장 큰 수출 시장의 손실과 맹렬한 인플레이션으로부터 고통을 겪고 있었다.  경제의 다양화를 촉진시키는 데 시도하는 것보다 멀둔은 가혹한 임금과 가격 통제를 부과하였고 최소한의 이익을 실패 또는 양보하고 많은 것들이 노사분규로 막혔던 큰 규모의 산업 프로젝트로 정부가 막대한 자금을 빌려 조달했던 것이 자신이 "크게 생각"으로 표시했던 전략을 흥행하였다.  그는 또한 복지 국가와 뉴질랜드의 농업 보조금의 극도로 호화로운 제도에 자금을 조달하는 데 빚을 졌다.
뒤늦게라도 크게 생각 시대의 멀둔의 제휴자들 중의 하나이자 그의 에너지 장관인 빌 버치는 프로그램이 성공할 수 있고 고용을 창출할 수 있었다고 확신하였다.  

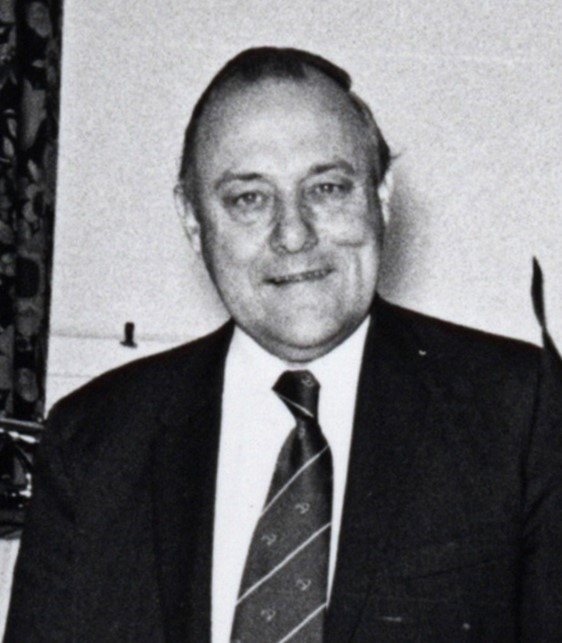
1981년의 멀둔

멀둔은 1978년과 1981년에 재선되었지만 양선거에서 노동당 상대는 전체로서 전국에 걸쳐 더욱 많은 대중 투표들을 받았다. 이 모호한 권한은 멀둔의 의제를 희석하지 않았고 그는 자신의 집권 기간이 늘어남에 따라 더욱 단호하고 독재적이 되었다.
1970년대의 석유 위기가 일어난 동안 외환의 이용에 관하여 걱정이 된 멀둔은 차량이 천연가스 혹은 이중 연료의 가스-휘발유 시스템에 의하여 전원을 공급받을 수 있었던 계획을 지원하였다. 전환을 장려하는 데 장려금이 멀둔의 1979년 예산에 소개도었고 뉴질랜드는 흔한 광경으로 이중 연료의 차량들을 가지는 데 가능하게 첫 국가로서 나타났다. 하지만 석유 가격이 더욱 높아질 예상은 이 기간 동안 더욱 높아질 것이었다.
1980년 멀둔을 그의 대리인 브라이언 털보이스와 대체하는 데 대령의 쿠데타로 알려진 실패한 시도가 있었다. 하지만 털보이스는 다소 꺼리는 징집병이었고 멀둔은 상대적으로 쉽게 음모자들을 배웅할 수 있었다. 이 일은 총리로서 그의 세월에 멀둔의 권한에 단 하나의 심각한 도전이었다.
멀둔의 권위주의적 명성은 아파르트헤이트의 남아프리카공화국의 럭비 국가대표팀 스프링복스에 의한 1981년 투어 방지를 거부함으로서 더욱 악화되었다. 알려지면서 "투어"는 뉴질랜드가 여태까지 본 대규모 시위들과 최악의 사회적 분열을 일으켰다.  멀둔은 친투어 편에 단단하게 내려와 스포츠와 정치는 따로 보관되어야 한다고 주장하였고 시위대들을 위하여 노골적으로 경멸하였다.  그는 스프링복스를 추방하는 것에 자신의 거절은 반권위주의였다는 것을 주장하여 아파르트헤이트의 대표들과 스포츠를 하는 데 여부를 개인의 양심에 맡겼다. 그는 또한 그들의 럭비팀을 투어에 허용하는 것은 공산주의를 의미한 소련의 팀이 스포츠를 하는 것보다 아파르트헤이트를 지지하는 것을 의미하지 않았다는 것을 주장하기도 했다.
그는 1983년 1월 1일에 시행된 무역을 자유화하는 데 오스트레일리아와 긴밀 경제 관계 프로그램을 시작하였다. 양국간 총 자유 무역의 목표는 스케줄의 5년 앞서 1990년에 성취되었다. 멀둔 행정부는 또한 1984년 초순에 뉴질랜드로 문자 다중 방송을 소개하기도 하여 국가를 정보화 시대로 데려왔다.
그는 1983년 세인트마이클앤드세인트조지 훈장 1등급을 받아 직무에 있던 동안 기사 작위를 받는 데 단 하나의 뉴질랜드 총리였다. 그는 이후에 영국 명예 훈장을 받았다.
그의 독재적인 스타일은 결국적으로 그를 취소하였고 1984년 7월 14일 조기 선거에서 그는 데이비드 롱이의 노동당에게 패하였다.

## 사망
1992년 8월 5일 70세의 나이로 사망하였다.

## 역대 선거 결과
| 선거명      | 직책명                   | 대수 | 정당            | 득표율 | 득표수   | 결과 | 당락                 |
| ----------- | ------------------------ | ---- | --------------- | ------ | -------- | ---- | -------------------- |
| 1954년 선거 | 하원의원 (타마키 선거구) | 31대 | 뉴질랜드 국민당 | 35.72% | 5,215표  | 2위  | 낙선                 |
| 1957년 선거 | 하원의원 (타마키 선거구) | 32대 | 뉴질랜드 국민당 | 40.15% | 6,580표  | 2위  | 낙선                 |
| 1960년 선거 | 하원의원 (타마키 선거구) | 33대 | 뉴질랜드 국민당 | 53.58% | 8,728표  | 1위  | 타마키 하원의원 당선 |
| 1963년 선거 | 하원의원 (타마키 선거구) | 34대 | 뉴질랜드 국민당 | 59.10% | 9,645표  | 1위  | 타마키 하원의원 당선 |
| 1966년 선거 | 하원의원 (타마키 선거구) | 35대 | 뉴질랜드 국민당 | 55.37% | 9,248표  | 1위  | 타마키 하원의원 당선 |
| 1969년 선거 | 하원의원 (타마키 선거구) | 36대 | 뉴질랜드 국민당 | 65.14% | 11,513표 | 1위  | 타마키 하원의원 당선 |
| 1972년 선거 | 하원의원 (타마키 선거구) | 37대 | 뉴질랜드 국민당 | 57.77% | 10,146표 | 1위  | 타마키 하원의원 당선 |
| 1975년 선거 | 하원의원 (타마키 선거구) | 38대 | 뉴질랜드 국민당 | 62.38% | 11,836표 | 1위  | 타마키 하원의원 당선 |
| 1978년 선거 | 하원의원 (타마키 선거구) | 39대 | 뉴질랜드 국민당 | 56.69% | 11,814표 | 1위  | 타마키 하원의원 당선 |
| 1981년 선거 | 하원의원 (타마키 선거구) | 40대 | 뉴질랜드 국민당 | 53.51% | 11,543표 | 1위  | 타마키 하원의원 당선 |
| 1984년 선거 | 하원의원 (타마키 선거구) | 41대 | 뉴질랜드 국민당 | 46.35% | 10,414표 | 1위  | 타마키 하원의원 당선 |
| 1987년 선거 | 하원의원 (타마키 선거구) | 42대 | 뉴질랜드 국민당 | 52.03% | 10,466표 | 1위  | 타마키 하원의원 당선 |
| 1990년 선거 | 하원의원 (타마키 선거구) | 43대 | 뉴질랜드 국민당 | 58.93% | 12,191표 | 1위  | 타마키 하원의원 당선 |